# Murawy na Poligonie Orzysz
Murawy na Poligonie Orzysz este o arie protejată (sit de importanță comunitară — SCI) din Polonia întinsă pe o suprafață de 1.298,35 ha, integral pe uscat.

## Localizare
Centrul sitului Murawy na Poligonie Orzysz este situat la coordonatele 53°44′43″N 21°57′28″E / 53.7454°N 21.9579°E.

## Înființare
Situl Murawy na Poligonie Orzysz a fost declarat sit de importanță comunitară în aprilie 2014 pentru a proteja 1 specie de plante și 1 specie de animale.

## Biodiversitate
Situată în ecoregiunea continentală, aria protejată conține 4 habitate naturale: Vegetație psamofilă uscată cu pășuni deschise de Corynephorus și Agrostis, Lacuri eutrofice naturale cu vegetație de tip Magnopotamion sau Hydrocharition, Pajiști uscate europene, Pajiști calcaroase din nisipuri xerice.
La baza desemnării sitului se află mai multe specii protejate:
- plante (1): dedițelul (Pulsatilla patens)
- mamifere (1): castor (Castor fiber)